# Ortyxelos meiffrenii
El torillo alaudino (Ortyxelos meiffrenii) es una especie de ave en la familia Turnicidae. Es monotipo del género Ortyxelos.

## Distribución y hábitat
Se lo encuentra en Benín, Burkina Faso, Camerún, Chad, Costa de Marfil, Etiopía, Ghana, Kenia, Mali, Niger, Nigeria, Senegal, Sudán, Sudán del Sur, Tanzania, Togo y Uganda.